# Franciaország zászlaja
Franciaország zászlaja Franciaország egyik állami jelképe, a világtörténelem egyik legnagyobb hatású lobogója.

## Leírása
Három egyenlő méretű függőleges sávból áll. Ezek színe balról jobbra rendre kék, fehér és piros. Franciaország zászlaja a világ egyik legismertebb jelképe, amelyet az előző századokban gyakran azonosítottak olyan eszmékkel, mint a szabadság, egyenlőség és testvériség. Ezért több ország is a francia lobogó hatására választotta meg saját állami jelképét. Belgium, Csád, Elefántcsontpart, Írország, Kamerun, Mexikó, Olaszország,  Magyarország, Izrael is egyértelműen a forradalmi szellemű lobogó tiszteletére választotta meg saját zászlaját. A francia lobogót hazájában gyakran becézik úgy mint, le drapeau tricolore vagy le drapeau blue-blanc-rouge.  A három különböző színű sávból álló lobogókat francia hatásra nevezik azóta is trikolórnak.
A francia lobogó színeinek egyedi jelentése igazán nem volt meghatározó történelme során. Mindig csak a három szín együttes jelentése volt igazán fontos. Pedig a forradalmi színek külön-külön is jelentéssel bírnak. A kék szín a Savariában (ma Szombathely) született Szent Márton szimbóluma, aki a kora középkori Gallia vagy Franciaország területén élt. Martin nemes ember volt, és amikor egy koldus élelemért könyörgött neki, összetörte kék színű címerét, és annak felét a koldusnak adta. Ez akkoriban azt jelentette, hogy minden rangjának és vagyonának felét is a szegényembernek adta. A mítosz fennmaradt, és ma a kék szín a francia lobogóban átvitten a törődés, a könyörület jelképe. Arra utal, hogy a gazdagoknak a szegények gondját kell viselniük. A fehér azon felül, hogy a 17. században az ország királyainak a színe lett, a Szűz Mária metaforája is, akinek kegyeibe ajánlotta országát XIII. Lajos. Azonban a fehér színt legkorábban Jeanne d’Arc-kal azonosították, azzal a szűzzel, aki a 15. században nagy szerepet játszott az angolok legyőzésében. Végül a piros Szent Denis színe, aki a főváros, Párizs védőszentje volt. A történelem során a leggyakrabban ezalatt a szín alatt vonultak a francia seregek.

## Története

Francia tricolór kokárda, amely Párizs címerének kék-piros színeiből és a királyi ház fehér színének kombinációjából, 1789-ben létrejött nemzeti szimbólum

A nagy hatású lobogó történelme korántsem olyan zaklatott és kalandos, mint az a kor, amelyben először világrajött. A trikolór az 1789-es francia forradalom terméke volt. Az 1789-ben kirobbant forradalomsorozat előtt Franciaország Szent Dénes zászlaját, (oriflamme) használta. Ezt a lobogót maga Nagy Károly kapta annak idején a pápától, és uralkodása után a Karolingok és a Capetingek királyi lobogójává vált. A vörös alapon 2, 3 vagy 5 lándzsát ábrázoló lobogót leginkább háborúk idején használták. 

1690-ben a fleurusi csatában jelent meg először a hadi lobogón a fehér szín, amely a francia uralkodók színévé vált a későbbiekben.

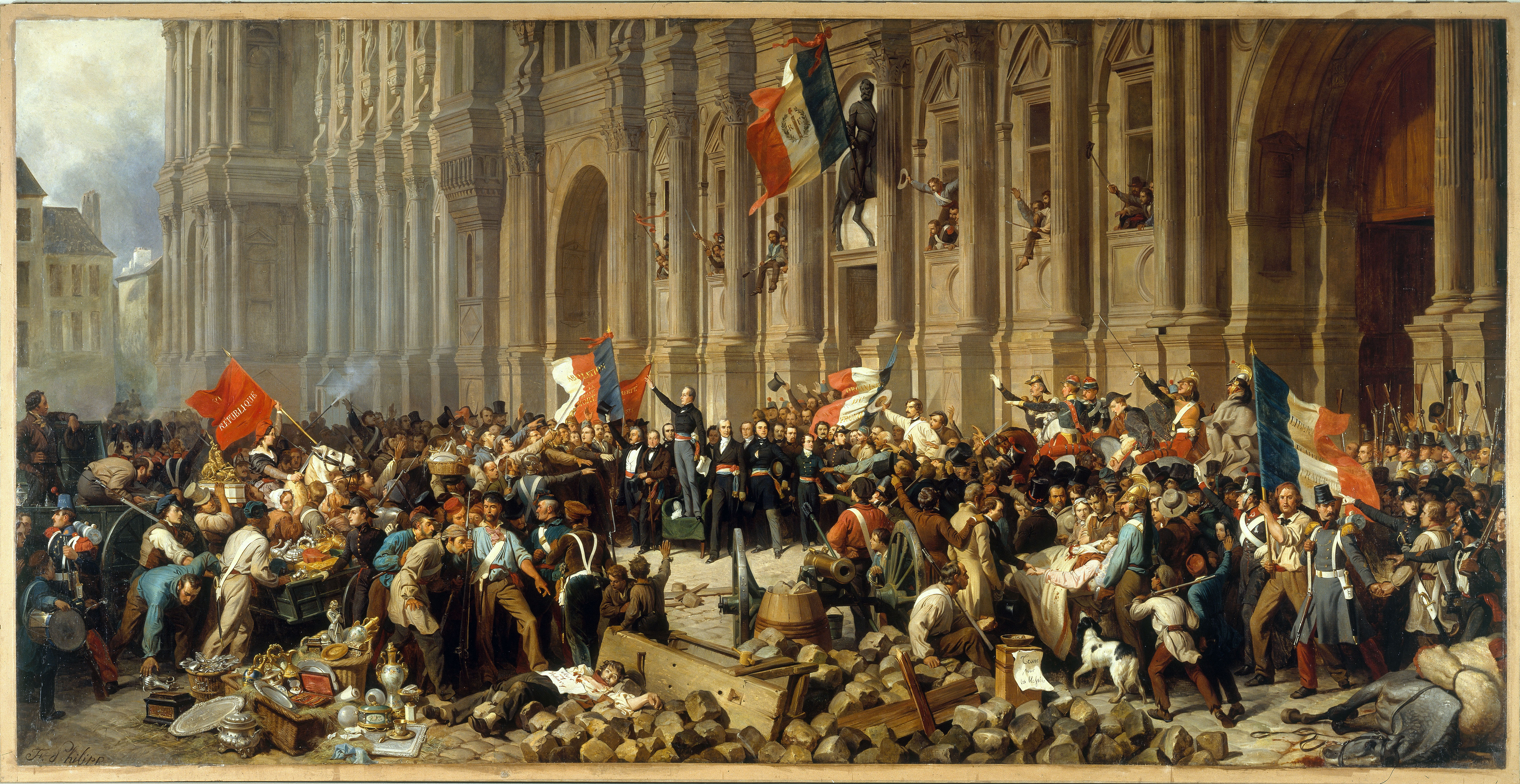
Félix Philippoteaux: A párizsi városháza előtt álló Lamartine 1848. február 25-én elutasítja a vörös zászlót

A fényes királyi hatalmat azonban az 1789 júliusában kirobbant forradalom elsöpörte, és ezért elsődlegesen persze a forradalomnak, másodsorban pedig magának az országnak is szüksége volt egy új jelképre. Ezt a jelképet a hagyományok szerint La Fayette márki alkotta meg, aki Párizs városának kék-piros címeréhez hozzátoldotta a királyi ház fehér színét, és ebből a trikolórból egy kokárdát alkotott, amit büszkén viselt a háborús időkben. Persze a három szín eredetét sokan sokféleképpen magyarázzák. Egyesek szerint Lafayette az amerikai forradalmároktól vette át a három színt, míg megint mások Európa első trikolórját, a holland zászlót látják a tábornok döntésében. 

Akárhogyan legyen is, a kokárda színei hihetetlen népszerűek lettek, és hamarosan zászlóként is debütálhattak, méghozzá 1790-ben a flotta zászlórúdjain. 1794. február 15-én a Nemzeti Konvent hivatalosan is adoptálta a lobogót, hiszen akkorra már az egész országban ezalatt vonultak a forradalmi seregek. A forradalom évei alatt a sereg különböző részei saját ízlésük szerint változtatták meg a lobogót, és annak égisze alatt vonultak fel a harcmezőkön.
I. Napóleon bukása után, 1815-ben a restaurált Bourbon-ház betiltotta a trikolórt, és újra a fehér, liliomvirágos királyi lobogót vezette be az ország hivatalos jelképévé. Amikor 1830-ban egy forradalom ismét elsöpörte a régi uralmat, és a trónra Lajos Fülöp az úgynevezett polgárkirály ülhetett, ismét belekaphatott a szél a mai lobogóba. Majd a második francia köztársaság megalakulásakor, 1848-ban a vörös, szocialista eszméket hirdető lobogó röppent fel rövid időre a trikolór helyére.

Az ún. Szabad Franciaország zászlaja 1940 és 1944 között

A trikolór helyreállítása után majd' egy évszázadon keresztül nem változott meg az ország lobogója. A második világháború idején a Vichy Franciaország szintén megtartotta a trikolórt, de mivel ez az állam a Harmadik Birodalom bábállamának számított, a főként Algériába szorult felszabadító mozgalmak más lobogót választottak. A Charles de Gaulle vezette mozgalom megtartotta a történelmi trikolórt, de annak középső, fehér sávjára egy piros lotaringiai keresztet tettek. A harcok elültével ismét a kék-fehér-piros lobogó vált Franciaország állami lobogójává, és azóta változatlan formában hirdeti országát.